# Tout recommencer (album de David Carreira)
Pour les articles homonymes, voir Tout recommencer (homonymie).
Albums de David Carreira
A força está em nós
(2013)
Singles
1. Obrigado la famille
Sortie : novembre 2013
2. Boom
Sortie : avril 2014
3. Viser le K.O.
Sortie : juillet 2014
4. Rien à envier
Sortie : novembre 2014

Tout recommencer est le troisième album du chanteur David Carreira et son premier en français, sorti le 22 août 2014 sous le label Warner Music France.

## Réception commerciale
L'opus entre à la 8e place des meilleures ventes en France. En décembre 2014, l'album atteint 25 000 unités en France. En mars 2015, il cumule à 35 000 exemplaires.

## Liste des titres[1]
| No  | Titre                                | Durée |
| --- | ------------------------------------ | ----- |
| 1.  | Obrigado la famille (featuring Dry)  | 3:15  |
| 2.  | Boom                                 | 3:46  |
| 3.  | Tout recommencer                     | 3:00  |
| 4.  | Rien à envier                        | 3:12  |
| 5.  | Viser le K.O. (featuring Snoop Dogg) | 2:55  |
| 6.  | Ma liberté                           | 2:55  |
| 7.  | RDV (featuring Mokobé)               | 3:24  |
| 8.  | Vis ta vie                           | 3:22  |
| 9.  | Je ne marche pas seul                | 3:23  |
| 10. | Je suis ce que je suis               | 3:43  |
| 11. | Amnésique                            | 3:23  |
| 12. | Ma liberté (featuring Tal)           | 2:57  |
| 13. | Boom (featuring Leck)                | 3:43  |

## Charts
| Chart (2014)                       | Peak position |
| ---------------------------------- | ------------- |
| Belgian Albums (Ultratop Wallonie) | 27            |
| France                             | 8             |